# 1419
Évszázadok: 14. század – 15. század – 16. század
Évtizedek: 1360-as évek – 1370-es évek – 1380-as évek – 1390-es évek – 1400-as évek – 1410-es évek – 1420-as évek – 1430-as évek – 1440-es évek – 1450-es évek – 1460-as évek
Évek: 1414 – 1415 – 1416 – 1417 –  1418 – 1419 – 1420 – 1421 – 1422 – 1423 – 1424

## Események

### Határozott dátumú események
- január 19. – Rouen megadja magát az angoloknak, Normandia V. Henrik angol király ellenőrzése alá kerül.
- február 13. – V. Márton pápa engedélyezi a Rostocki Egyetem megalapítását.[1]
- augusztus 16. – IV. Vencel halálával öccse, Zsigmond kerül a cseh trónra.[2]
- szeptember 10. – I. János burgundi herceget meggyilkolják a dauphin emberei, utóda fia, III. Fülöp lesz.[3]

### Határozatlan dátumú események
- A velencei sereg Raguza és Veglia kivételével elfoglalja Dalmáciát.
- Luxemburgi Zsigmond király a török ellen vonul, majd csehországi ügyei miatt öt évre fegyverszünetet köt a törökkel.[4]
- A portugálok felfedezik a lakatlan Madeirát és benépesítik.[5]

## Halálozások
- augusztus 16. – IV. Vencel cseh király (* 1361)
- szeptember 10. – I. János burgundi herceg (* 1371)